# Window Rock
Window Rock (navajo Tségháhoodzání) es un lugar designado por el censo ubicado en el condado de Apache en el estado estadounidense de Arizona. En el Censo de 2010 tenía una población de 2712 habitantes y una densidad poblacional de 198,35 personas por km².
Window Rock es la sede de gobierno de la Nación Navajo, el gobierno tribal de la segunda mayor tribu de nativos americanos de los Estados Unidos, y alberga el Parque Botánico y Zoológico de la Nación Navajo.

## Geografía
Window Rock se encuentra ubicado en las coordenadas 35°40′14″N 109°3′47″O / 35.67056, -109.06306. Según la Oficina del Censo de los Estados Unidos, Window Rock tiene una superficie total de 13.67 km², de la cual 13.67 km² corresponden a tierra firme y (0.02%) 0 km² es agua.

## Demografía
Según el censo de 2010, había 2.712 personas residiendo en Window Rock. La densidad de población era de 198,35 hab./km². De los 2.712 habitantes, Window Rock estaba compuesto por el 2.47% blancos, el 0.04% eran afroamericanos, el 94.4% eran amerindios, el 0.74% eran asiáticos, el 0.22% eran isleños del Pacífico, el 0.33% eran de otras razas y el 1.81% pertenecían a dos o más razas. Del total de la población el 1.77% eran hispanos o latinos de cualquier raza.

## Festival Anual de la Nación Navajo
La 64.ª feria anual de la nación Navajo será llevada a cabo del 6 al 12 de septiembre de 2010 en el corazón de la capital de la nación Navajo. Los IJNFR, NCRA, y otros circuitos del rodeo se celebran en el "Dean C. Jackson Memorial Arena". Hay una milla del 1/2 situado a mitad del camino suroeste del carnaval a la arena. El "Raymond Nakai Hall" está lleno de información similar a la del comercio justo. El "Gorman Exhibit halls" muestran todas las entradas artesanías elaboradas durante años y los premios concedidos. Hay un concurso de competición de frybread en el "Hazel Yazza Pavilion", auténtica cocina Navajo en el "Circle of Life Pavilion", una canción "Navajo Song N' Dance" en el "Song n Dance Arena". Encontramos también el famoso "Window Rock Powwow" lugar oficialmente designado donde tienen lugar numerosos eventos.

## Educación

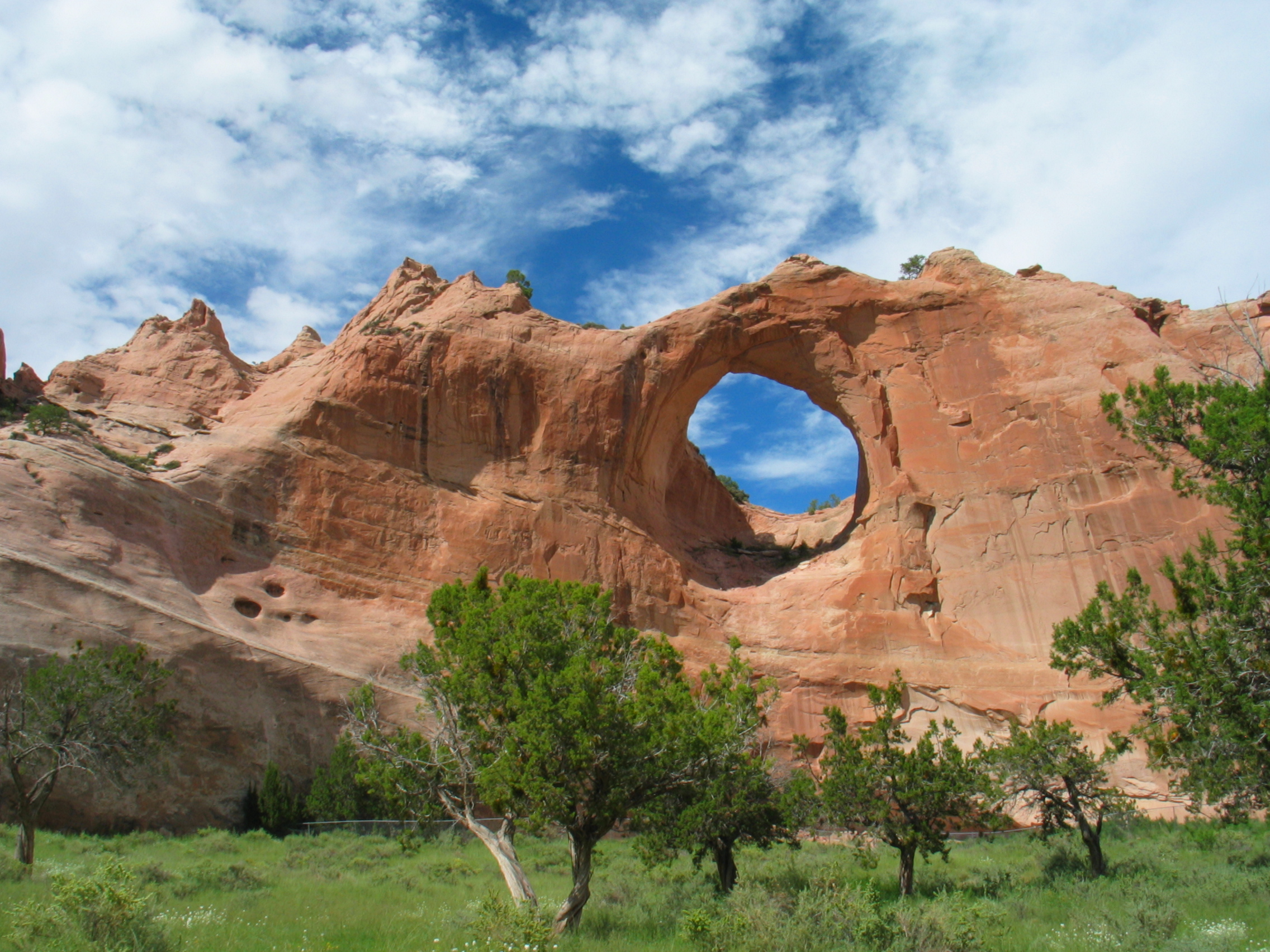
Vista del epónimo de la ciudad, "Window Rock" (Roca Ventana).

Window Rock forma parte del Window Rock Unified School District.
Window Rock está servida por las "Window Rock Elementary School", "Tse Ho Tso Middle School", Window Rock High School.